# Małgorzata Leijonhufvud
Małgorzata Leijonhufvud, szw. Margareta Eriksdotter (ur. 1 stycznia 1516, zm. 26 sierpnia 1551) – szwedzka królowa, druga żona Gustawa I Wazy.

## Życiorys
Była córką Eryka Abrahamssona Leijonhufvuda. 1 października 1536 poślubiła króla Gustawa I Wazę. Była jego drugą żoną.
Z małżeństwa Małgorzaty i Gustawa pochodzili:
- Jan III Waza, ur. 21 grudnia 1537, zm. 17 listopada 1592, król Szwecji w latach 1569 – 1592
- Katarzyna, ur. 6 czerwca 1539, zm. 21 grudnia 1610, żona Edzarda II, hrabiego Fryzji Wschodniej,
- Cecylia, ur. 6 listopada 1540, zm. 27 stycznia 1627, żona Krzysztofa II, margrabiego badeńskiego,
- Magnus, ur. 25 lipca 1542, zm. 21 czerwca 1595, książę Ostrogotów,
- Karol, ur. i zm. 1544,
- Anna Maria, ur. 9 czerwca 1545, zm. 3 marca 1610, żona Jerzego Jana, palatyna Veldenz,
- Sten, ur. 1546, zm. 1549,
- Zofia, ur. 29 października 1547, zm. 17 marca 1611, żona Magnusa II, księcia saskiego na Lauenburgu,
- Elżbieta, ur. 4 kwietnia 1549, zm. 12 listopada 1597, żona Krzysztofa, księcia meklemburskiego,
- Karol IX Sudermański, ur. 4 października 1550, zm. 30 października 1611, król Szwecji w latach 1604 – 1611